# Manifestations mondiales contre la guerre d'Irak
 (mai 2012).
Si vous disposez d'ouvrages ou d'articles de référence ou si vous connaissez des sites web de qualité traitant du thème abordé ici, merci de compléter l'article en donnant les références utiles à sa vérifiabilité et en les liant à la section « Notes et références ».

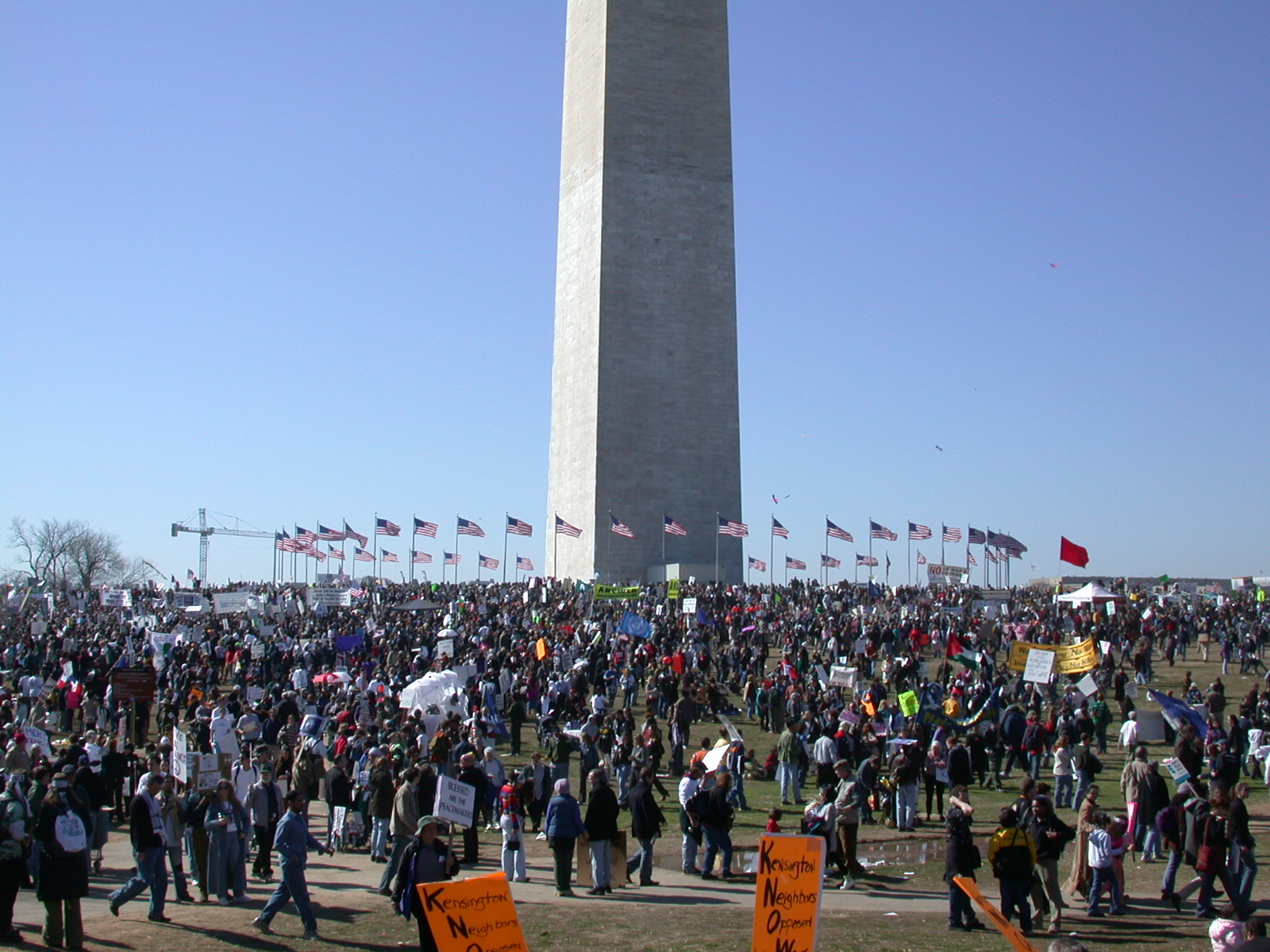
Protestation à Washington, D.C. contre la guerre, le 15 mars 2003.

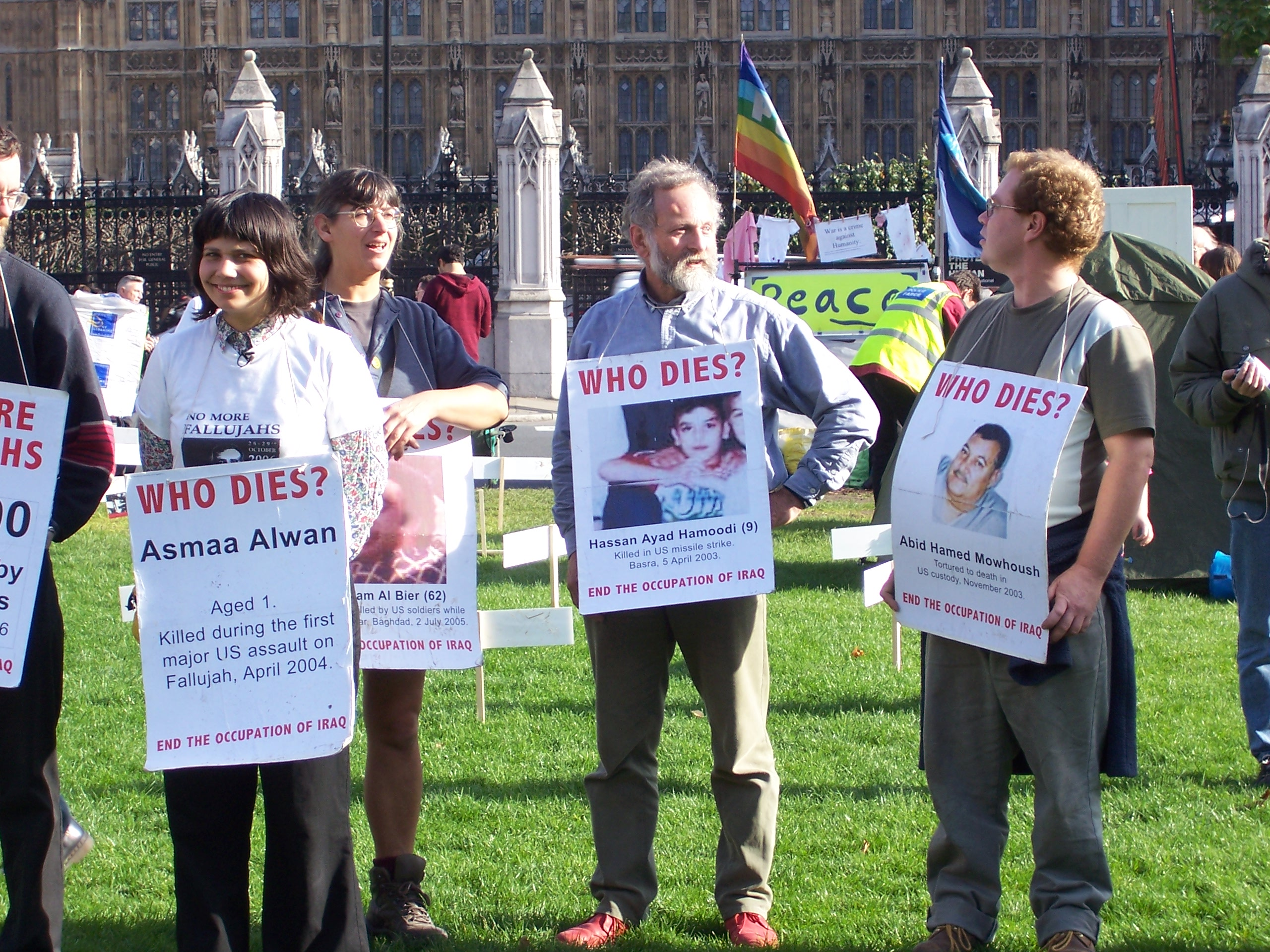
Manifestation devant les houses of parliament.

Cet article recense quelques grandes manifestations mondiales contre l'intervention de la coalition internationale qui, sous l'égide de l'USCENTCOM, a mené à la guerre d'Irak.

## 15 février 2003
Le 15 février 2003 la plus importante manifestation mondiale enregistrée à ce jour a lieu.
Plusieurs millions de personnes ont manifesté dans plus de 600 villes autour de la planète, avec par exemple :
- 1 à 3 millions de personnes à Rome, Italie,
- 1,3 million de personnes à Barcelone, Espagne,
- 750 000 à 2 millions de personnes à Londres, Royaume-Uni,
- 660 000 personnes à Madrid, Espagne, d'après des estimations policières.

Les gouvernements de ces trois pays ont été les plus fervents défenseurs de la guerre d'Irak.

## 22 et 23 mars 2003
Les 22 et 23 mars 2003 les manifestations mondiales contre la guerre continuent, après le déclenchement de celle-ci.
- les médias parlent de 150 000 manifestants à Barcelone, Espagne (d'autres  sources parlent d'un million),
- plus de 100 000 (d'autres sources : jusqu'à 500 000) manifestants à Londres, Royaume-Uni,
- 100 000 manifestants à Paris, France,
- au moins  150 000 manifestants ensemble dans plusieurs villes allemandes,
- entre 35 000 et 90 000 à Lisbonne, Portugal,
- entre 10 000 et 20 000 en Grèce, Danemark, Suisse et Finlande,
- 100 000 manifestants ont défilé dans les rues de Montréal, Canada,
- 250 000 manifestants défilèrent à New York, États-Unis d'après le journal allemand en ligne 'Spiegel'. Il y a eu des manifestations à Washington, Chicago ainsi que d'autres villes. La chaîne de télévision CNN a mentionné une marche de plus de 1000 manifestants à Atlanta, en Géorgie qui sont passés devant leur siège, activés par sa couverture de la guerre.
- environ 250 manifestants exprimèrent leur mécontentement à Vaison-la-Romaine (France). Il fut à déplorer 27 blessés légers.

Il y a eu des témoignages de conflits massifs entre les manifestants et la  police l'État du Golfe 'Bahrain' pour la deuxième journée consécutive.

## 24 septembre 2005
Le 24 septembre 2005, plusieurs dizaines de milliers de manifestants s'étaient rassemblés à Washington D.C. pour protester contre l'engagement américain en Irak. Dans ce contexte difficile (ouragan Katrina) pour George W. Bush, un sondage Gallup montrait que 63 % des Américains voulaient le retour des soldats dans leur pays. D'autres manifestations de moindre ampleur eurent lieu dans d'autres pays.

## 17 mars 2007
Le 17 mars 2007, à l'occasion du quatrième anniversaire de la guerre en Irak, plus de 50 000 personnes ont manifesté le 17 mars 2007 à Washington DC contre le maintien des troupes américaines ; ils ont défilé à l'appel d'Answer (Act Now to Stop War and End Racism) de la Maison-Blanche au Pentagone. Des manifestations ont également été organisées dans d'autres pays du monde comme en Espagne par exemple.
Un sondage du 10 juillet 2007 publié par USA Today, montre que 62 % d'américains pensent que les États-Unis ont commis une erreur en envoyant des troupes en mars 2003.

## Autres
Pendant l'émission en direct des Oscars du cinéma 2003, plusieurs présentateurs et personnes récompensées ont fait différents commentaires contre la guerre, allant de Susan Sarandon faisant un simple signe de paix, jusqu'à Michael Moore qui a dénoncé publiquement George W. Bush au moment de recevoir son prix.
Le plasticien Phil Hansen a, lui aussi, stigmatisé le conflit au travers d'un portrait-charge de George W. Bush comportant les noms de soldats américains morts en Irak.